# Exetastes bituminosus
Exetastes bituminosus là một loài tò vò trong họ Ichneumonidae.